# Accor
Accor is een Franse multinational. De aandelen staan genoteerd aan de Euronext Parijs. De hoofdzakelijke bezigheden van de onderneming is beheer van hotelketens. In 2010 is de dienstverleningstak van Accor Group doorgegaan als Accor Services (nu Edenred).

## Geschiedenis
In 1967 openden Paul Dubrule (1934) en Gérard Pélisson (1932-2023) een Novotel in Lille Lesquin. Na het openen van het Novotel, volgen al snel het openen van een Ibis-hotel in Bordeaux in 1974, de overname van de Mercure-hotels in 1975 en de overname van het luxueuze Sofitel in 1980. 
Naast hotels richten de heren zich ook tot andere dienstverlenende producten zoals Ticket Restaurant door middel van de overname van Jacques Borel International in 1982. Door deze uitbreidingen wordt in 1983 het moederbedrijf Accor opgericht met 440 hotels, 1500 restaurants, 35.000 medewerkers in 45 landen onder haar hoede. In de daaropvolgende jaren wordt de keten groter door het creëren van nieuwe merknamen of door overnames.

## Merken van Accor
In 2020 had Accor de beschikking over ruim 5000 hotels met iets meer dan 750.000 kamers. Wereldwijd staat Accor op de zesde plaats gemeten naar het aantal hotelkamers en in Europa staat het bovenaan.
Overzicht van hotels die deel uitmaken van de Accor groep.
Budget (Economy):
- F1 / Formule 1
- Ibis Budget

- Ibis
- Ibis Styles
- Greet
- JO&JOE

Middenklasse (Midscale):

Logo van AccorHotels

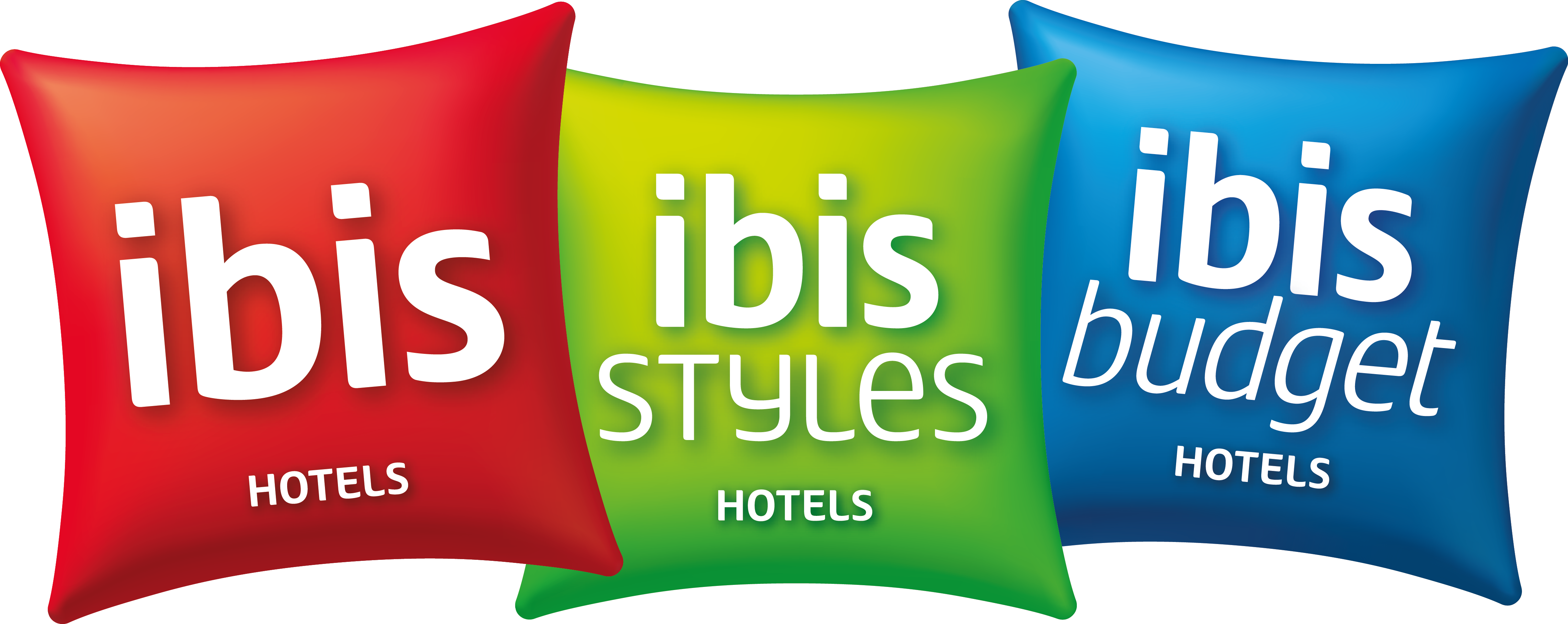
Logo's ibis: het "standaard-merk", ibis Budget en ibis Style

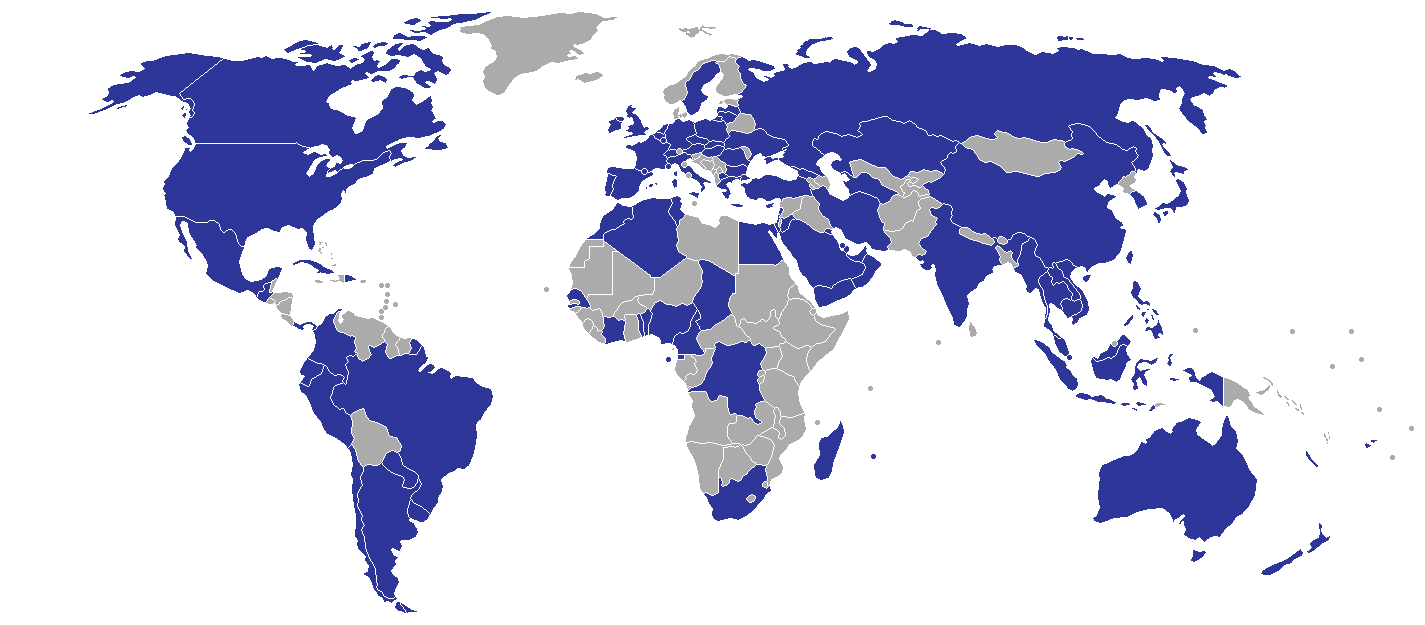
Kaart van landen waarin Accor actief is

- Novotel: 4-sterren hotel wereldwijd.
- Suite Novotel: Hotel met ruime kamers in Europa.
- Mercure
- Aparthotel Adagio: appartement hotels. (Joint venture met de Pierre & Vacances Center Parcs Group)
- Mantra
- Mama Shelter
- Tribe

Premium:
- Mantis
- MGallery
- Art Series
- Mondrian
- Pullman
- Grand Mercure
- Swissôtel
- Angsana
- 25hours Hotels
- Hyde
- Mövenpick
- Peppers
- The Sebel

Luxury:
- Raffles
- Orient-Express
- Banyan Tree
- Delano
- Rixos
- Fairmont
- Sofitel LEGEND
- SO/
- Sofitel Hotels en Resorts
- The House of Originals
- Onefinestay

Entertainment:
- Thalassa Sea and Spa

Coworking:
- Wojo
- Mama works

Business Accelerators:
- John Paul
- D-EDGE
- Gekko
- VeryChic
- Adoria
- ResDiary
- Astore

## Loyaliteitsprogramma
In 2008 werd het loyaliteitsprogramma van de Accorhotels gestart onder de naam A Club, en later werd het hernoemd tot Le Club AccorHotels. Het idee hierachter is dat men bij elke bestede euro punten ontvangt, die inwisselbaar zijn voor kortingen in de hotels. De kaarten kennen verschillende niveaus, naargelang het aantal behaalde punten. Deze hebben in de hotels weer specifieke voordelen.
In december 2018 is de naam van het programma veranderd naar Accor Live Limitless (ALL). Hiermee zijn er ook nieuwe statussen geïntroduceerd en is het onder andere mogelijk geworden om punten te sparen in de restaurants, zonder dat hier een verblijf aan gekoppeld hoeft te zijn.
Ook is er een zakelijke kaart (ALL PLUS ibis) beschikbaar waarmee men korting krijgt op de kamerprijs plus het sparen van punten. Deze kaart is niet gratis zoals de loyaliteitskaart.